# The W
The W – trzeci album amerykańskiej grupy hip-hopowej Wu-Tang Clan wydany 21 listopada 2000 roku nakładem wytwórni Loud Records. Wydawnictwo zostało w całości wyprodukowane przez RZA z wyjątkiem dwóch utworów, które są autorstwa Mathematicsa.
Album zadebiutował na 5. miejscu notowania Billboard 200, 1. miejscu notowania Top R&B/Hip-Hop Albums i 9. miejscu w Kanadzie. 14 grudnia 2000 roku według Recording Industry Association of America (RIAA) płyta uzyskała status złotej i platynowej.
Album był promowany singlami "Protect Ya Neck (The Jump Off)", "Careful (Click, Click)", "I Can’t Go To Sleep" z gościnnym udziałem Isaaca Hayesa i międzynarodowy hit "Gravel Pit". Wydawnictwo według wydanej we wrześniu 2009 roku przez wortal Pitchfork Media listy The Top 200 Albums of the 2000s uplasował się na 162. miejscu.

## Koncepcja
Po wydaniu w 1997 roku albumu "Wu-Tang Forever" członkowie zespołu przez kolejne dwa lata zajmowali się nagrywaniem płyt solowych. Pod koniec roku 2000 powrócili z nowym wspólnym wydawnictwem. W nagraniu płyty udziału nie wziął Ol’ Dirty Bastard, który więcej czasu spędzał wówczas na salach sądowych i w więzieniach, niż w studiu nagrań. Jego wokal pojawia się tylko w  jednym utworze – "Conditioner".
Miejsce nieobecnego artysty na płycie zajmuje nowojorski raper Cappadonna, już wcześniej blisko związany z ekipą Wu-Tang Clan. Nigdy jednak nie został on oficjalnym członkiem zespołu. Ponadto w nagraniu albumu udział wzięli, tacy artyści jak: Isaac Hayes, Snoop Dogg, Nas i inni.
Recenzenci ocenili album jako bardzo udany, nieznacznie słabszy od debiutanckiej płyty "Enter the Wu-Tang (36 Chambers)" z 1993 roku, jednak słuchacze byli bardziej krytyczni wobec nowego dzieła zespołu. Mieli oni za złe grupie zaproszenie na płytę zbyt wielu supergwiazd, niepasujących do muzycznego brzmienia ekipy.

## Lista utworów
| #   | Tytuł                                              | Czas | Wykonanie | Producent   | Sample |
| --- | -------------------------------------------------- | ---- | --- | ----------- | --- |
| 1   | "Intro (Shaolin Finger Jab) / Chamber Music"       | 4:26 | - Pierwsza zwrotka: Raekwon - Druga zwrotka: GZA - Trzecia zwrotka/Refren: Method Man - Czwarta zwrotka: Masta Killa | RZA         | - Muzyka z motywu Drive-In Movie Kanału 5 (1983) - Dialogi i muzyka z filmu Bad Ninjas Wear Gold - Dialogi z filmu Five Deadly Venoms - Dialogi z filmu Iron Monkey                                                                              |
| 2   | "Careful (Click, Click)"                           | 4:56 | - Pierwsza zwrotka: RZA - Interlude: U-God - Druga zwrotka: Masta Killa - Trzecia zwrotka: Cappadonna - Czwarta zwrotka: Ghostface Killah - Piąta zwrotka: U-God - Szósta zwrotka: Inspectah Deck - Outro: Cappadonna, Ghostface Killah, U-God - Dialogi po utworze: Raekwon | RZA         | - "Funky Way" w wykonaniu Rufusa Thomasa - "Da Mystery of Chessboxin’" w wykonaniu Wu-Tang Clan - "Glaciers of Ice" w wykonaniu Raekwona |
| 3   | "Hollow Bones"                                     | 3:37 | - Pierwsza zwrotka: Raekwon - Druga zwrotka: Inspectah Deck - Trzecia zwrotka: Ghostface Killah | RZA         | - "Is It Because I’m Black?" w wykonaniu Syl Johnsona |
| 4   | "Redbull" (gośc. Redman)                           | 3:53 | - Pierwsza zwrotka: Redman - Druga zwrotka: Method Man - Trzecia zwrotka: Inspectah Deck - Dodatkowy wokal: Ghostface Killah, Raekwon | RZA         | - Hugh Brodie – "Cornbread & Beans" |
| 5   | "One Blood Under W" (gośc. Junior Reid)            | 4:11 | - Pierwsza i druga zwrotka: Masta Killa - Trzecia zwrotka/Dodatkowy wokal: Junior Reid | RZA         | - "James Bond Theme" w wykonaniu Monty Norman - "One Blood" w wykonaniu Junior Reida |
| 6   | "Conditioner" (gośc. Snoop Dogg)                   | 5:32 | - Pierwsza zwrotka/Refren: Ol’ Dirty Bastard - Druga zwrotka: Snoop Dogg - Freestyle: GZA - Outro: Inspectah Deck | RZA         | - "Dizzy World" w wykonaniu The Ballads - "The Thief" w wykonaniu Roya Budda |
| 7   | "Protect Ya Neck (The Jump Off)"                   | 3:58 | - Pierwsza zwrotka: Inspectah Deck - Druga zwrotka: Raekwon - Trzecia zwrotka: Method Man - Czwarta zwrotka: Masta Killa - Piąta zwrotka: RZA - Szósta zwrotka: Ghostface Killah - Siódma zwrotka: U-God - Ósma zwrotka: Cappadonna - Dziewiąta zwrotka: GZA                 | RZA         | - "Tramp" w wykonaniu Lowell Fulsom - "The Grunt" w wykonaniu The J.B.'s - "Cold Feet" w wykonaniu Albert King - "Pretty Woman" w wykonaniu Albert King - "Sing a Simple Song" w wykonaniu Sly and the Family Stone                              |
| 8   | "Let My Niggas Live" (gośc. Nas)                   | 4:29 | - Pierwsza zwrotka/Refren: Raekwon - Druga zwrotka: Nas - Trzecia zwrotka: Inspectah Deck | RZA         | - "The Thief" w wykonaniu Roya Budda - Wprowadzenie do filmu Short Eyes |
| 9   | "I Can’t Go To Sleep" (gośc. Isaac Hayes)          | 3:35 | - Pierwsza zwrotka: Ghostface Killah - Druga zwrotka: RZA - Refren: Isaac Hayes | RZA         | - "Walk On By" w wykonaniu Isaac Hayesa |
| 10  | "Do You Really? (Thang, Thang)" (gośc. Streetlife) | 5:22 | - Intro: DJ Kayslay - Refren: Method Man - Pierwsza zwrotka: Streetlife - Druga zwrotka: Method Man - Trzecia zwrotka: Masta Killa - Czwarta zwrotka: Inspectah Deck | Mathematics | - "Hang On Snoppy" w wykonaniu David Porter |
| 11  | "The Monument" (gośc. Busta Rhymes)                | 2:38 | - Pierwsza zwrotka: Busta Rhymes - Druga zwrotka: Raekwon - Trzecia zwrotka: GZA | RZA         | - "General Confessional" w wykonaniu The Electric Prunes - "The Jungle" w wykonaniu Black Heat |
| 12  | "Gravel Pit" (gośc. Madame Majestic)               | 4:51 | - Intro: RZA - Pierwsza zwrotka: Method Man - Druga zwrotka: Ghostface Killah - Bridge: Raekwon - Trzecia zwrotka: U-God - Refren: Madame Majestic | RZA         | - "Back & Forth" w wykonaniu Cameo - "Belphegor's Theme" w wykonaniu Antoine Duhamela - "It's a Man’s Man’s Man’s World" w wykonaniu Jamesa Browna - "Ain’t It Funky Now" w wykonaniu Grant Green - "Shame on a Nigga" w wykonaniu Wu-Tang Clanu |
| 13A | "Jah World" (gośc. Junior Reid)                    | 3:51 | - Pierwsza zwrotka: Ghostface Killah - Druga zwrotka: RZA - Refren: Junior Reid | RZA         | - Muzyka z filmu Boxer Rebellion |
| 13B | "Clap" (ukryty utwór)                              | 3:45 | - Pierwsza zwrotka: Raekwon - Druga zwrotka: Ghostface Killah - Trzecia zwrotka: Method Man - Refren: Ghostface Killah, U-God | Mathematics | - "You’re Gonna Need Me" w wykonaniu Dionne Warwick - "Handclapping Song" w wykonaniu The Meters |

## Wydania
| Rok  | Nr katalogowy | Format | Wytwórnia     | Region |
| ---- | ------------- | ------ | ------------- | ------ |
| 2000 | 499576 2      | CD     | Loud/Epic     | Europa |
| 2000 | 499576 1      | Winyl  | Epic          | Europa |
| 2000 | 62193         | Winyl  | Loud          | USA    |
| 2000 | RPROLP 4464   | Winyl  | Loud          | USA    |
| 2000 | 62193         | CD     | SME/Loud      | Kanada |
| 2000 | 62193         | CD     | Columbia/Loud | USA    |
| 2000 | 499576 4      | Kaseta | Loud          | USA    |

## Notowania

### Album
| Notowania na świecie | Notowania na świecie | Notowania na świecie | Notowania na świecie | Notowania na świecie | Notowania na świecie | Notowania na świecie | Notowania na świecie | Notowania na świecie | Notowania na świecie | Notowania na świecie |
| USA 200              | USA R&B              | AUT                  | BEL                  | CAN                  | FIN                  | FRA                  | CHE                  | POL                  | SWE                  | HOL                  |
| -------------------- | -------------------- | -------------------- | -------------------- | -------------------- | -------------------- | -------------------- | -------------------- | -------------------- | -------------------- | -------------------- |
| 5                    | 1                    | 13                   | 16                   | 9                    | 33                   | 13                   | 24                   | 12                   | 37                   | 15                   |

### Single
| Singiel                                                                            | Notowania na świecie | Notowania na świecie | Notowania na świecie | Notowania na świecie | Notowania na świecie | Notowania na świecie | Notowania na świecie | Notowania na świecie | Notowania na świecie | Notowania na świecie |
| Singiel                                                                            | USA 100              | USA R&B              | USA Rap              | AUS                  | AUT                  | BEL                  | FRA                  | CHE                  | SWE                  | HOL                  |
| ---------------------------------------------------------------------------------- | -------------------- | -------------------- | -------------------- | -------------------- | -------------------- | -------------------- | -------------------- | -------------------- | -------------------- | -------------------- |
| "Protect Ya Neck (The Jump Off)" - Wydany: 17 października 2000 - Strona B: brak   | —                    | 59                   | 9                    | —                    | —                    | —                    | —                    | —                    | —                    | —                    |
| "Gravel Pit" - Wydany: 5 grudnia 2000 - Strona B: "Careful (Click, Click)"         | 89                   | 70                   | 20                   | 35                   | 23                   | 7                    | 95                   | 9                    | 51                   | 6                    |
| "Careful (Click, Click)" - Wydany: 17 lipca 2001 - Strona B: "I Can’t Go To Sleep" | —                    | —                    | —                    | —                    | —                    | —                    | —                    | —                    | —                    | —                    |
| "I Can’t Go To Sleep" - Wydany: 2001 - Strona B: brak                              | —                    | —                    | —                    | —                    | —                    | —                    | —                    | —                    | —                    | 70                   |